# Syzeuctus inaequalis
Syzeuctus inaequalis là một loài tò vò trong họ Ichneumonidae.